# Mjällby

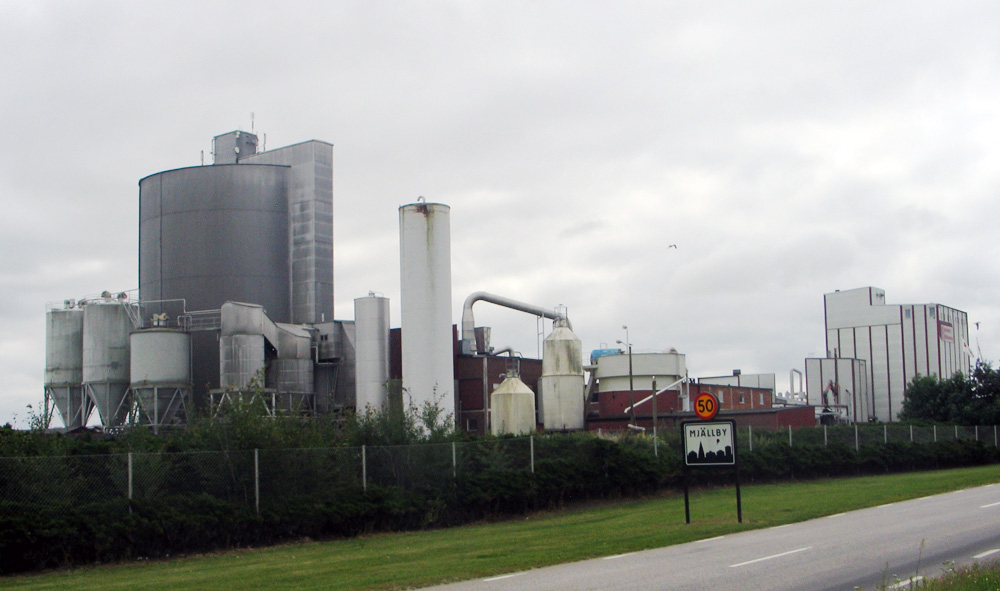
Fábrica de amido em Lyckeby

Mjällby ( PRONÚNCIA) é uma localidade sueca situada na província histórica de Blekinge, no sul do país, a uma distância de 7 km a leste da cidade de Sölvesborg. Tem cerca de 1254 habitantes e pertence à comuna de Sölvesborg, no condado de Blekinge. Mjällby é também conhecida pelo seu clube de futebol - o Mjällby AIF.

## Economia
- Fábrica de amido em Lyckeby [2]